# Атанасіос Пецос
Атанасіос Пецос (грец. Αθανάσιος Πέτσος, нар. 5 червня 1991, Дюссельдорф) — грецький футболіст, захисник австрійського «Сваровський Тироль». Грав за національну збірну Греції.

## Клубна кар'єра
Народився 5 червня 1991 року в місті Дюссельдорф. Вихованець юнацьких команд футбольних клубів «Дюссельдорф 1899» та «Баєр 04».
У дорослому футболі дебютував 2009 року виступами за команду клубу «Баєр 04», в якій провів три сезони. Протягом 2009–2010 років захищав кольори команди клубу «Баєр 04» II.
Своєю грою за останню команду привернув увагу представників тренерського штабу клубу «Кайзерслаутерн», до складу якого приєднався 2010 року. Відіграв за кайзерслаутернський клуб наступні два сезони своєї ігрової кар'єри.
Згодом з 2012 по 2013 рік грав у складі команди клубу «Гройтер».
До складу австрійського клубу «Рапід» (Відень) приєднався 2013 року і був гравцем його основного складу протягом трьох сезонів.
2016 року перейшов до німецького «Вердера», за команду якого провів лише декілька матчів. Віддавався в оренду до англійського «Фулгема» і того ж віденського «Рапіда». Проте і в жодній із цих команд не мов постійної ігрової практики.
Після завершення контракту з «Вердером» протягом півроку залишався без клубу, після чого у січні 2020 року став гравцем команди «Сваровський Тироль», аутсайдера австрійської Бундесліги.

## Виступи за збірні
2007 року дебютував у складі юнацької збірної Греції, взяв участь у 8 іграх на юнацькому рівні.
Протягом 2010–2012 років залучався до складу молодіжної збірної Греції. На молодіжному рівні зіграв у 5 офіційних матчів, забив 2 голи.
2011 року дебютував в офіційних матчах у складі національної збірної Греції. Протягом шести років відіграв за неї чотири гри.